# Cojitambo
Cojitambo es una parroquia rural del cantón Azogues, en la provincia de Cañar en Ecuador.
La extensión territorial aproximada es de 42 km².

## Historia
En tiempos remotos, Cojitambo no era tan poblada como lo es en la actualidad, pues el centro de este lugar era desolado, ya que solo en sus alrededores había habitantes. Entre sus datos históricos está “El Chorro” que viene desde el centro del Cerro que fue la única fuente que abasteció agua para los pobladores. Además  por las faldas del cerro pasaba el camino que unía a Quito con el Cuzco, hoy conocida como el Kapac Ñan, los mismos que bebían agua de esta fuente para sosegar su sed. Con el pasar del tiempo se ha ido remodelando gracias al sacerdote Gabriel Sánchez Luna.

## Lugares turísticos

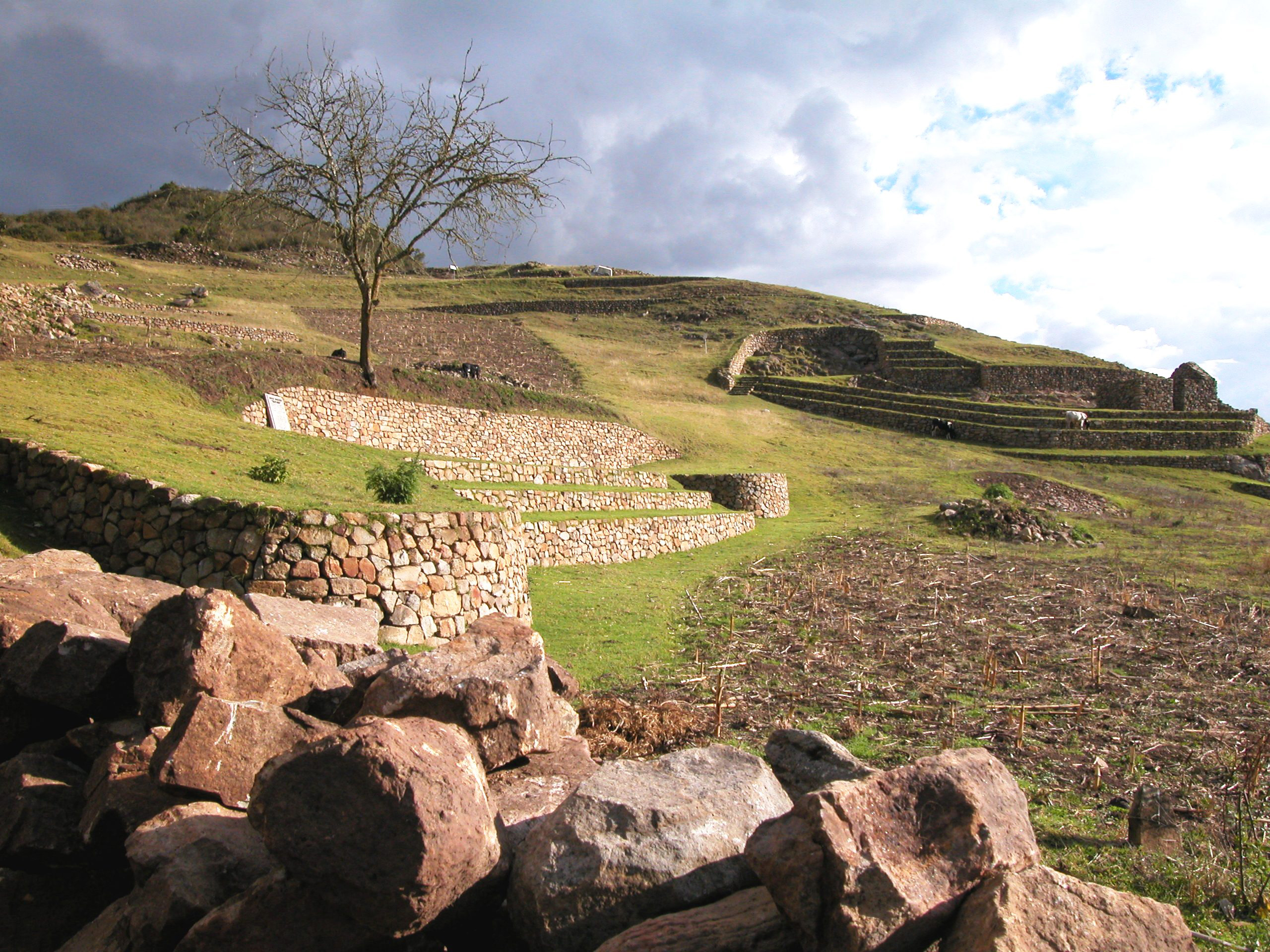

Entre sus lugares turísticos tenemos: “Ruinas de Cojitambo” que eran casas y lugares de culto que fueron hechos por los cañaris y luego intervenidos por los Incas, actualmente se lo han rescatado para reconocer la historia de nuestros antepasados . El Cerro Cojitambo forma parte de su cronología,  debido a que se extraían rocas, las cuales eran bien labradas y muy buenas para realizar obras como el Tomebamba y otras estructuras. Y “Mashu-juctu” es un túnel, tipo galería, frío y obscuro. Se dice que dentro del túnel hay una mujer en un  lago rodeada de patos que se encarga de cuidar el oro que supuestamente se encuentra escondido en  el interior.

## Artesanía
La artesanía de Cojitambo es el sombrero de paja toquilla que llegó en la zona Austral, en los años 1843-1844 y es considerada la herencia cultural. En la Parroquia el tejido de la paja toquilla fue una fuente de ingreso económico muy importante después de la agricultura, en esa época los habitantes ocupaban el 80% de su tiempo en esta actividad.

## Gastronomía

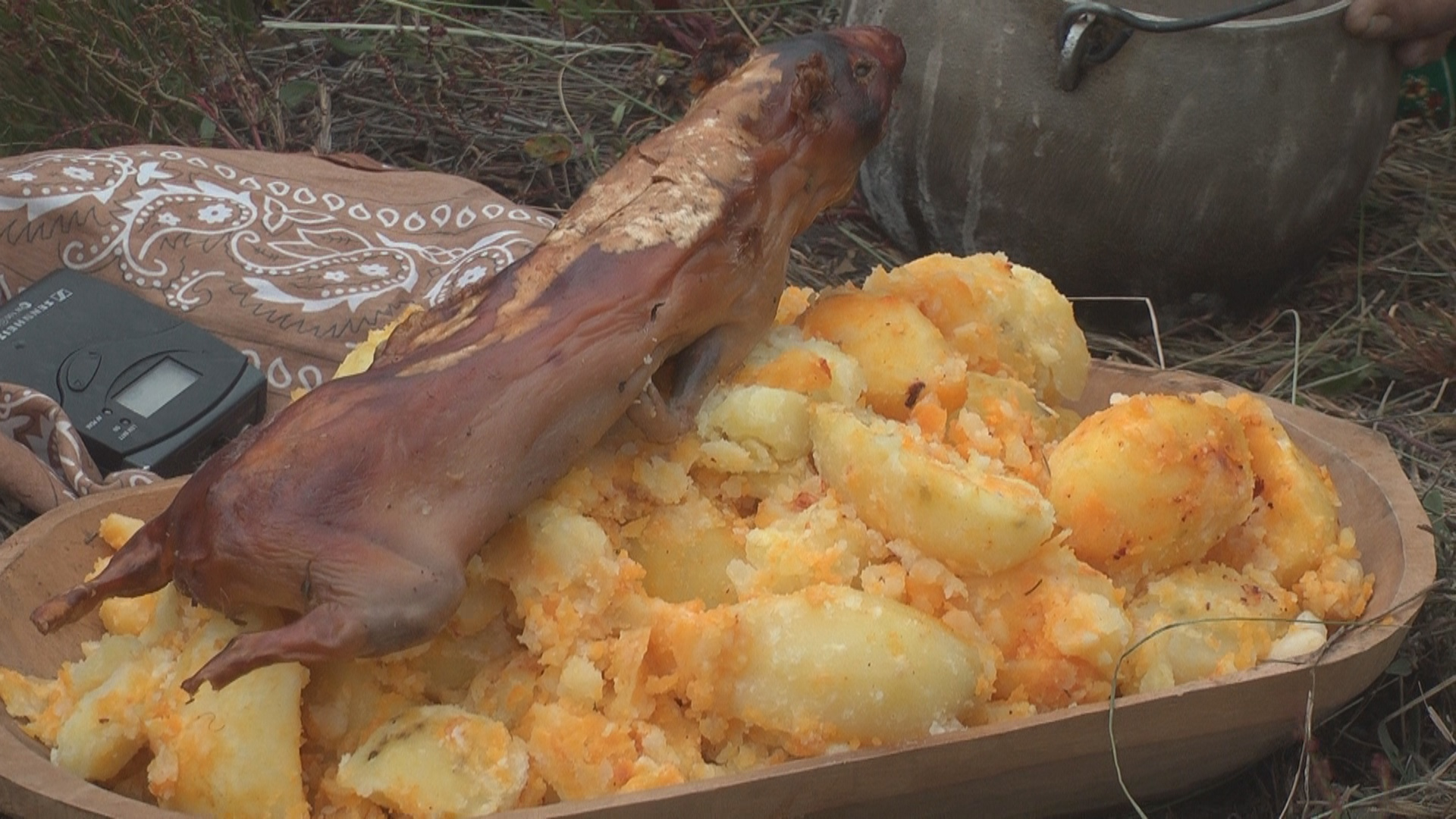

El plato típico de esta Parroquia es el cuy con papas que se prepara en festividades como la Fiesta de Maíz, también en fiestas familiares acompañado de chicha. Todas las festividades y sus grandes atractivos han sido parte del progreso local y nacional de Cojitambo.